# آیرن پووست (اکلاهما)
آیرن پووست(به انگلیسی: Iron Post) شهری در ایالت اکلاهما کشور ایالات متحده آمریکا است که جمعیت آن در سرشماری سال ۲۰۱۰ میلادی، ۹۲ نفر بوده‌است.